# Ansonia mcgregori
Ansonia mcgregori là một loài cóc thuộc họ Bufonidae.
Đây là loài đặc hữu của Philippines.
Môi trường sống tự nhiên của chúng là rừng khô nhiệt đới hoặc cận nhiệt đới, rừng ẩm vùng đất thấp nhiệt đới hoặc cận nhiệt đới, vùng núi ẩm nhiệt đới hoặc cận nhiệt đới, sông ngòi, sông có nước theo mùa, và suối nước ngọt.
Chúng hiện đang bị đe dọa vì mất nơi sống.